# Distretto di Mahmud Raqi
Il distretto di Mahmud Raqi è un distretto dell'Afghanistan appartenente alla provincia di Kapisa. Viene stimata una popolazione di 32 322 abitanti (stima 2016-17).